# Virtus Entella
La Virtus Entella Chiavari, nota semplicemente come Virtus Entella o come Entella, è una società calcistica italiana di Chiavari (GE). Milita in Serie B, la seconda divisione del campionato italiano di calcio.
La squadra è tra le prime cento in Italia per tradizione sportiva, avendo preso parte per 69 volte a campionati organizzati su base nazionale e raggiunto quale apice sportivo il secondo livello del campionato italiano di calcio: la prima volta nel 1922 e successivamente nel 2014, quando esordì in Serie B in concomitanza al compimento del secolo di vita, prendendovi parte per 6 stagioni complessive.
Fondata nel 1914 come Entella Foot-Ball Club traendo il nome dall'omonimo fiume, adottò la maglia biancoceleste a strisce verticali sin dal suo primo incontro, sostituendola con una nera con scudo biancoceleste tra il 1920 e il 1963 e con una verde unicamente nella stagione 2002-2003, la prima disputata dopo la revoca dell'affiliazione alla Federazione Italiana Giuoco Calcio avvenuta nel 2001. Il sodalizio ha mutato più volte la propria denominazione anche in seguito a fusioni societarie ed ha assunto quella l'attuale nel 2005. I Diavoli neri - come sono soprannominati dal 1930 - disputano le proprie partite interne allo stadio Enrico Sannazzari, che li ospita dal 1935 ed è attualmente omologato per 5 587 spettatori.
I maggiori successi raggiunti dal club sono le tre vittorie ottenute nel campionato di terzo livello: in Lega Pro Prima Divisione 2013-2014, Serie C 2018-2019 e Serie C 2024-2025. Vanta inoltre anche una Supercoppa Serie C ottenuta nell’edizione 2025. In precedenza la squadra ottenne anche la vittoria nei campionati di Serie D 1959-1960 e 1963-1964, oltre che nel Campionato Interregionale 1957-1958 e 1984-1985.

## Storia
L'Entella Foot-Ball Club venne fondata a Chiavari il 14 marzo 1914 da un gruppo di giovani tra cui Enrico Sannazzari. La società adottò da subito i colori sociali biancocelesti e si affiliò alla Federazione Italiana Giuoco Calcio ma - priva di un campo regolamentare - limitò la propria attività a partite amichevoli disputate sul terreno di Piazza Roma. Nel 1915 venne assorbita dalla più antica Società Ginnastica Pro Chiavari di cui divenne la "sezione calcio", per poi tornare ad essere una società indipendente nel corso della prima guerra mondiale. Nel 1920, adottato stabilmente il campo sportivo di Corso Dante come impianto casalingo, il sodalizio prese ad indossare maglie da gioco nere con scudo biancoceleste e partecipò al suo primo campionato di Promozione Liguria. Nel 1922, sotto la guida del presidente Ugo Campana, raggiunse il secondo livello del campionato italiano di calcio, abbandonandolo dopo una sola stagione e facendo ritorno nei campionati regionali.
Negli anni 1920 l'Entella ingaggiò per un breve periodo l'allenatore Ferenc Molnár ed ebbe l'opportunità di ospitare in gare amichevoli le due squadre più titolate del tempo: il Genoa nel 1924 e la Pro Vercelli nel 1925, oltre ad esordire in Coppa Italia. Tra il 1927 e il 1930 disputò tre stagioni tra il terzo e il quarto livello del calcio nazionale e nel 1933 ottenne il suo primo titolo regionale - la Seconda Divisione Liguria - vincendo lo spareggio contro la Rivarolese allo stadio Luigi Ferraris di Genova, con in panchina Giolitto Sanguineti ed in campo la prolifica coppia composta da Mario Bossarelli e Beppino Gatti. Nel 1935 inaugurò il campo sportivo del Littorio e, divenuta Associazione Calcio Entella, fu tra le squadre che presero parte alla prima edizione della Serie C. I neroscudati disputarono otto stagioni consecutive in terza serie, allenati da sportivi esperti quali Manlio Bacigalupo, Ottavio Barbieri, Renato Cattaneo e Imre Payer, ottenendo quale miglior risultato un 5º posto nel girone C 1935-1936 ed incontrando per partite di allenamento la Nazionale italiana Campione del mondo e Campione olimpica in carica in due distinte occasioni.
Alla ripresa dei campionati dopo la seconda guerra mondiale, nella Serie C 1946-1947 l'Entella allenata da Giuseppe Rossetti e con in campo il veterano Gino Becattini e l'esperto Gino Callegari ottenne il secondo posto nel girone A, insufficiente per prendere parte alle finali per la promozione in Serie B. Dopo una serie di riforme culminate nel Lodo Barassi, i neroscudati che nel frattempo avevano avuto in rosa per una stagione il già Campione del mondo Mario Genta, tornarono dal 1952 a disputare campionati in ambito regionale. Nel 1956 con Andrea Verrina giocatore e allenatore il sodalizio ottenne - superando la Sestrese - il suo secondo titolo regionale: la Promozione Liguria 1955-1956. Di ritorno in campionati organizzati in ambito nazionale, l'Entella conquistò nel 1958 la sua prima affermazione al di fuori dei confini regionali - il girone A della Seconda Categoria del Campionato Interregionale - bissandolo due anni dopo con la vittoria del girone A della Serie D 1959-1960. In occasione di queste due affermazioni gli allenatori furono Pietro Pastorino e Carlo Scarpato, mentre tra i giocatori figuravano Antonio Cavina - presente in tutti e tre i campionati vinti negli anni 1950 - e Giovan Battista Giacometti, capocannoniere del girone nella stagione che valse il ritorno in Serie C.

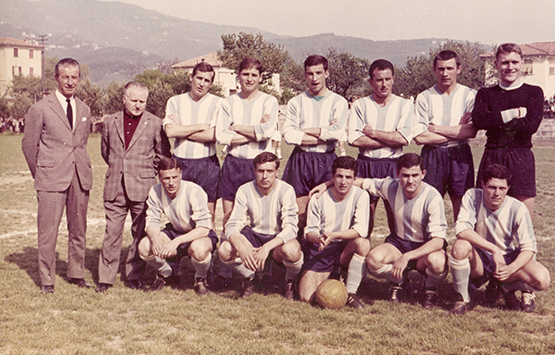
La Grande Entella in Serie C 1964-1965.

L'Entella retrocedette in Serie D dopo una sola stagione e nel 1964, al compimento dei 50 anni di attività, vinse nuovamente il girone A del campionato. Tra gli artefici del ritorno in terza serie vi furono l'allenatore Luigi Rosellini, il veterano Giorgio Piazza - che fu in rosa in tutti e quattro i campionati vinti dall'Entella tra gli anni 1950 e 1960 - ed il commissario straordinario Antonio Solari. La società era infatti priva di un presidente e Antonio Solari restò a capo della gestione commissariale fino al 1972 guidando i biancocelesti, tornati dal cinquantenario ad indossare le maglie della fondazione, per otto stagioni consecutive trascorse in Serie C. La "Grande Entella" ottenne il 9º posto nel girone A della Serie C 1964-1965 e ripeté il piazzamento nella stagione 1967-1968, schierando diversi giocatori che successivamente raggiunsero la Serie A quali Giorgio Costantini, Francesco Gallina, Giuliano Taccola, Franco Vannini e Gaspare Umile. In panchina si susseguirono Giuseppe Baldini, Guido Capello, Gipo Poggi, Paolo Todeschini e Sergio Vergazzola - oltre ai ritorni di Manlio Bacigalupo e Mario Genta - mentre i calciatori più presenti nel periodo furono Mario Delle Piane, Alessandro Giordan e Ermes Nadalin. Nel 1970 la società ora denominata Associazione Calcio Entella Chiavari affrontò - in quello che in Liguria venne definito "Campionatissimo" - il Genoa per la prima volta in partite ufficiali, perdendo entrambe le sfide.
Per la restante parte degli anni 1970 i biancocelesti disputarono sette stagioni di Serie D, schierando anche giocatori esperti per la categoria come Gianni Comini, Ermanno Cristin e Giorgio Favara e allenatori quali Adriano Bassetto, Bruno Baveni e Adelio Colombo, con quest'ultimo che ricoprì il doppio ruolo di giocatore e allenatore. Nel 1979 la squadra patì la retrocessione in ambito regionale, ma due anni dopo venne ripescata nel rinato Campionato Interregionale. Al termine della stagione si fuse con un'altra compagine cittadina, assumendo la denominazione Associazione Calcio Entella Bacezza e raggiungendo pochi mesi dopo gli ottavi di finale di Coppa Italia Dilettanti. Nel Campionato Interregionale 1984-1985, con in panchina Gian Piero Ventura e grazie ai gol del capocannoniere del girone E Maurizio Antonucci, vinse il campionato e conquistò la promozione alla Serie C2. La squadra del presidente Sergio Barbieri rimase a questo livello per tre annate - nelle quali il calciatore più presente fu Alberto Mariani - ottenendo il quinto posto nel girone A nelle stagioni 1985-1986 e 1986-1987 e rinunciando nel 1988 all'iscrizione al campionato pur avendo ottenuto la salvezza sul campo: l'Entella Bacezza partecipò invece al Campionato Interregionale 1988-1989, terminato con una retrocessione.

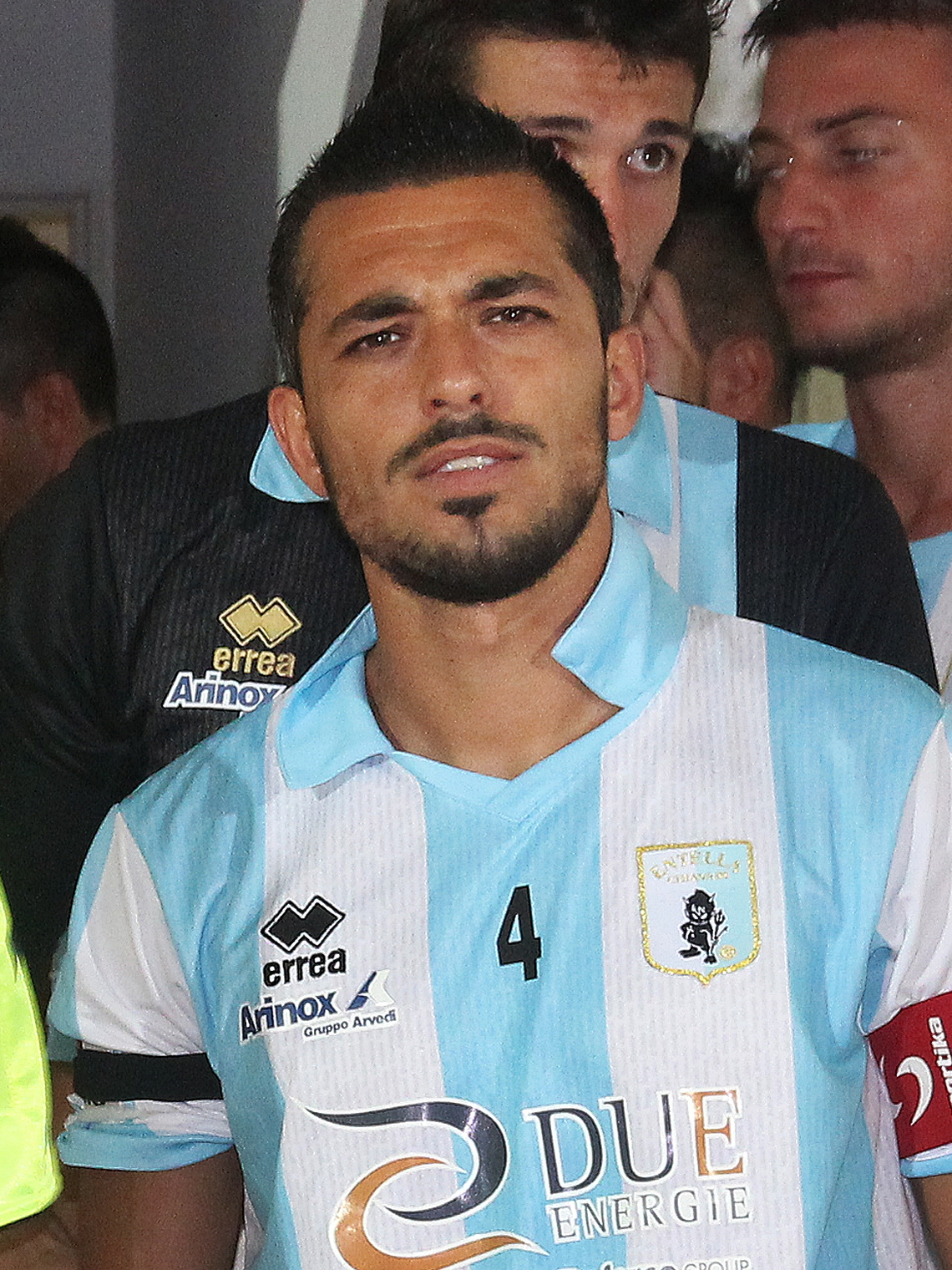
Gennaro Volpe, capitano della Virtus Entella nella stagione del centenario culminata con la prima promozione in Serie B e successivamente allenatore della squadra dopo il ritiro dal calcio giocato.

Il periodo di difficoltà societarie si protrasse per tutti gli anni 1990 in cui i biancocelesti - tornati alla denominazione Associazione Calcio Entella Chiavari nel 1993 - disputarono campionati regionali ad eccezione del Campionato Nazionale Dilettanti 1997-1998 e della Serie D 1999-2000, entrambi terminati con la retrocessione. Oltre alle due vittorie in Eccellenza Liguria che la riportarono brevemente in ambito nazionale nel 1997 e nel 1999 - ottenute con gli allenatori Adelio Colombo e Giovannino Casaretto - la squadra vinse nel 2001 la fase regionale della Coppa Italia Dilettanti, con in panchina il già Campione del mondo da giocatore Pedro Pasculli. In quello stesso anno l'Entella Chiavari mancò nuovamente di iscriversi al campionato e questa volta la Federazione Italiana Giuoco Calcio revocò la sua affiliazione. Per una stagione rimase attiva la sola Associazione Calcio Entella Settore Giovanile e Scolastico - priva di una prima squadra - e nel 2002 nacque l'Unione Sportiva Valle Sturla Entella con sede a Chiavari e iscritta al campionato di Promozione.                                                           
La Virtus Entella del presidente Antonio Gozzi disputò quattro stagioni consecutive tra i cadetti, ottenendo come miglior risultato il 9º posto nella stagione 2015-2016 sfiorando i play-off con allenatore Alfredo Aglietti e trascinata dai gol di Francesco Caputo, migliore marcatore stagionale del club. I biancocelesti retrocessero in Serie C alla fine del campionato 2017-2018, ma tornarono in serie cadetta vincendo il girone A del campionato di Serie C sotto la guida dell'allenatore Roberto Boscaglia, in una stagione impreziosita dal raggiungimento degli ottavi di finale di Coppa Italia dopo aver superato il Genoa nel turno precedente.
Dopo il tredicesimo posto in Serie B del 2019-2020, nella stagione successiva la squadra retrocesse in Serie C con tre giornate d'anticipo sulla fine del campionato, raggiungendo la fase nazionale dei play-off nelle due successive, ma senza ottenere la promozione. Molto più opaca, invece, la stagione 2023-2024, che si chiude con un tredicesimo posto finale e il raggiungimento dell'obiettivo minimo della salvezza. La stagione 2024-2025 è invece trionfale, con la squadra in lotta per il vertice dalle prime giornate e protagonista di un lungo testa a testa con la Ternana. La squadra allenata da Fabio Gallo si dimostra più continua dei principali rivali, con 32 risultati utili consecutivi e una sola sconfitta, e vince infine il girone B della Serie C, ottenendo così la promozione in Serie B ancor prima di disputare la terzultima giornata complice la sconfitta della Ternana, e tornando in cadetteria dopo 4 anni di assenza.  Il 17 maggio, dopo il pareggio interno con l'Avellino (1-1), battendo il Padova (0-1) vince anche la Supercoppa Serie C 2025.

## Colori e simboli

### Colori

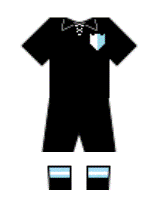
La divisa adottata negli anni 1920.

La tradizionale maglia da gioco della squadra è, sin dal 1914 quando venne ratificata dalla prima assemblea del club successivamente ad essere stata utilizzata in partite amichevoli, a strisce verticali bianche e celesti. Nel 1920, constatata la tendenza del celeste a stingere durante il lavaggio delle maglie, la società abbandonò la maglia originaria optando per una divisa nera con scudo biancoceleste. Nella stagione 1963-1964, in occasione del cinquantenario della società, l'Entella riprese ad indossare le maglie biancocelesti a strisce verticali; nei decenni successivi i giocatori vestirono diverse varianti della divisa, sempre mantenendo i colori sociali della fondazione ad eccezione della stagione 2002-2003 in cui la maglia da gioco fu verde.
A partire dal secondo dopoguerra la squadra adottò una seconda divisa con colori biancocelesti, mentre dal 1963 assunse questo ruolo la maglia neroscudata. La seconda maglia fu nel tempo realizzata anche in differenti colori, ad esempio il rosso nella stagione 1983-1984, mentre dal 2003 è stabilmente nera oppure blu scura. Dal 2009 la società si è dotata di una terza divisa, alternativamente rossa, gialla o grigia.

### Simboli ufficiali

#### Stemma

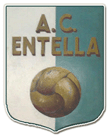
Lo stemma adottato dall'Entella nel 1935

L'Entella adottò un proprio gagliardetto nel 1924, in occasione dei festeggiamenti per i dieci anni del sodalizio. Dal 1935 lo stemma fu costituito da uno scudo sannitico partito, nel primo di bianco e nel secondo di celeste, alzate le parole in lettere maiuscole di marrone in due righe "A.C. ENTELLA", abbassata la figura di un pallone da calcio in cuoio.
Dal 2005, lo stemma della Virtus Entella è costituito da uno scudo sannitico con bordo marrone, partito nel primo di bianco e nel secondo di celeste, alzate le parole in lettere maiuscole di marrone in due righe "ENTELLA CHIAVARI", abbassata la figura di un diavolo nero impugnante con la sinistra un tridente posto in palo e la figura di un pallone da calcio in cuoio.

#### Inno
L'inno ufficiale è, dal 2009, Forza Entella!!!, composto da Luca Scherani e Fabrizio Pagliettini, cantato da Nicolò Pagliettini e dai giocatori della prima squadra.

#### Mascotte
La mascotte della società fu ideata nel 1930 dal giornalista sportivo Dario Costa, che in seguito fu anche presidente dell'Entella. Traendo ispirazione dalla rubrica L'araldica dei calci curata da Carlo Bergoglio e pubblicata sul Guerin Sportivo, accostò la figura di un diavolo nero alla squadra, che in quegli anni scendeva in campo in tenuta neroscudata.

## Strutture

### Stadio
L'Entella nel 1914 disputò i suoi primi incontri sul campo di piazza Roma, luogo cittadino deputato alle manifestazioni, non esclusivamente sportive. Si trattava di un terreno da gioco non omologabile presso la Federazione Italiana Giuoco Calcio, che necessitava di essere allestito e smantellato in occasione di ogni partita.
Nel 1915 la squadra, divenuta sezione calcio della Società Ginnastica Pro Chiavari, si trasferì al neonato campo sportivo di Corso Dante, inaugurandolo il 16 maggio. Durante la prima guerra mondiale il campo sportivo venne temporaneamente adibito ad altri usi e l'Entella, nuovamente società indipendente, tornò a disputare le proprie partite in piazza Roma, prima di abbandonarla definitivamente nel 1919.
Il campo sportivo di Corso Dante fu quindi l'impianto casalingo della squadra nelle sue prime partecipazioni ai campionati ufficiali, inclusa la Seconda Divisione 1922-1923, secondo livello assoluto del campionato italiano di calcio. Nel 1925 la struttura fu radicalmente ristrutturata e nel 1931 prese avvio un contenzioso con i Frati Minori proprietari del terreno che portò due anni dopo all'abbandono della stessa.
L'Entella nel 1933 si trasferì su un campo da gioco provvisorio, allestito a margine dell'area in via Damiano Chiesa acquistata dall'amministrazione comunale per la costruzione di un nuovo impianto, che venne battezzato campo sportivo del Littorio e la cui inaugurazione avvenne il 10 marzo 1935. Nel 1941 la struttura venne intitolata a Paolo Dall'Orso, sottotenente di vascello chiavarese deceduto l'anno precedente nell'affondamento della torpediniera Ariel, mentre dal 1945 assunse la denominazione stadio comunale. L'impianto ha subito nel tempo numerose ristrutturazioni — le più importanti delle quali nel 1955, 2011 e 2013 — ed è attualmente omologato per 5 587 spettatori. La via di accesso allo stadio è dal 1982 intitolata al partigiano Aldo Gastaldi e per questo motivo la struttura è talvolta erroneamente indicata come stadio Aldo Gastaldi.
Nel mese di maggio del 2025, il comune di Chiavari decide di intitolare lo stadio a Enrico Sannazzari, primo capitano biancoceleste.

### Centro di allenamento
Il primo campo di allenamento della squadra fu un terreno nei pressi di piazza Roma, sito in cui successivamente sorse la casa di reclusione cittadina. Dalla creazione del campo sportivo di Corso Dante ed anche in seguito alla costruzione dello stadio comunale, i biancocelesti si allenano nello stesso impianto in cui disputano le partite casalinghe, affiancandovi saltuarie sedute presso l'impianto di Leivi negli anni 2020.
La Virtus Entella ha inoltre in gestione, per il tramite delle società dedicate al settore giovanile, due strutture di allenamento di proprietà del Comune di Chiavari: il centro sportivo "Franco Celeri" - sito nella zona denominata Colmata a mare ed intitolato ad un ex presidente della squadra fautore della realizzazione delle prime strutture sportive nell'area - ed il centro sportivo "Angelo Daneri", ubicato nel quartiere di Caperana. Le due strutture sono utilizzate dalle squadre del settore giovanile biancoceleste.

## Società
L'Entella nel 1914 si costituì sotto forma di associazione, natura giuridica che mantenne nel tempo, organizzandosi in consigli direttivi i cui membri nella maggior parte dei casi si dimisero al termine di ogni annata sportiva ripianando con risorse personali il passivo sociale. Nel 1985 la squadra ottenne la promozione in Serie C2 e l'accesso al calcio professionistico: in questo contesto si costituì in società a responsabilità limitata, soggetto che venne dichiarato fallito nel 2001 successivamente alla revoca dell'affiliazione della squadra dalla Federazione Italiana Giuoco Calcio. Dal 2002 la natura giuridica tornò ad essere quella associativa, nuovamente mutata in società di capitali nel 2010 al ripescaggio in Lega Pro Seconda Divisione. La Virtus Entella Srl è soggetta all'attività di direzione e coordinamento di Duferco Industrial S.A. con sede in Lussemburgo, società che ne acquistò il 70% delle quote nel 2019. Al momento dell'acquisto Antonio Gozzi era contemporaneamente presidente della Virtus Entella ed amministratore e presidente della società lussemburghese; dal 2020 gli è subentrato alla guida della holding il genovese Paolo Foti.
Dal 1985 la sede sociale è ubicata in via Aldo Gastaldi 22, all'interno dello stadio comunale. In passato venne ospitata in differenti luoghi cittadini tra cui via Nino Bixio, Piazza Carlo Alberto, Corso Giuseppe Garibaldi 9 e 32, Piazza Giacomo Matteotti 2 e Via Vittorio Emanuele 1. Nel 2015 il Tribunale di Genova confermò il diritto della Virtus Entella Srl ad utilizzare il nome "Entella", respingendo la richiesta di utilizzo esclusivo avanzata dal presidente di una società calcistica di Terza Categoria denominata fino al 2002 Riese Old & Boys, che dal 2003 aveva assunto il nome Entella Chiavari 1914.
Nel 2019 la società, attraverso un accordo di collaborazione con il Bragno Beach Soccer, fondò la Virtus Entella Beach Soccer, che prese parte ad una edizione del campionato di Serie A. Nel 2020 iscrisse invece una squadra femminile – disputante gli incontri casalinghi allo stadio comunale di Leivi – al campionato di Eccellenza: la compagine venne sostituita la stagione successiva da una società indipendente denominata Associazione Calcio Dilettantistico Entella, legata alla Virtus Entella da un rapporto di collaborazione.

### Organigramma societario

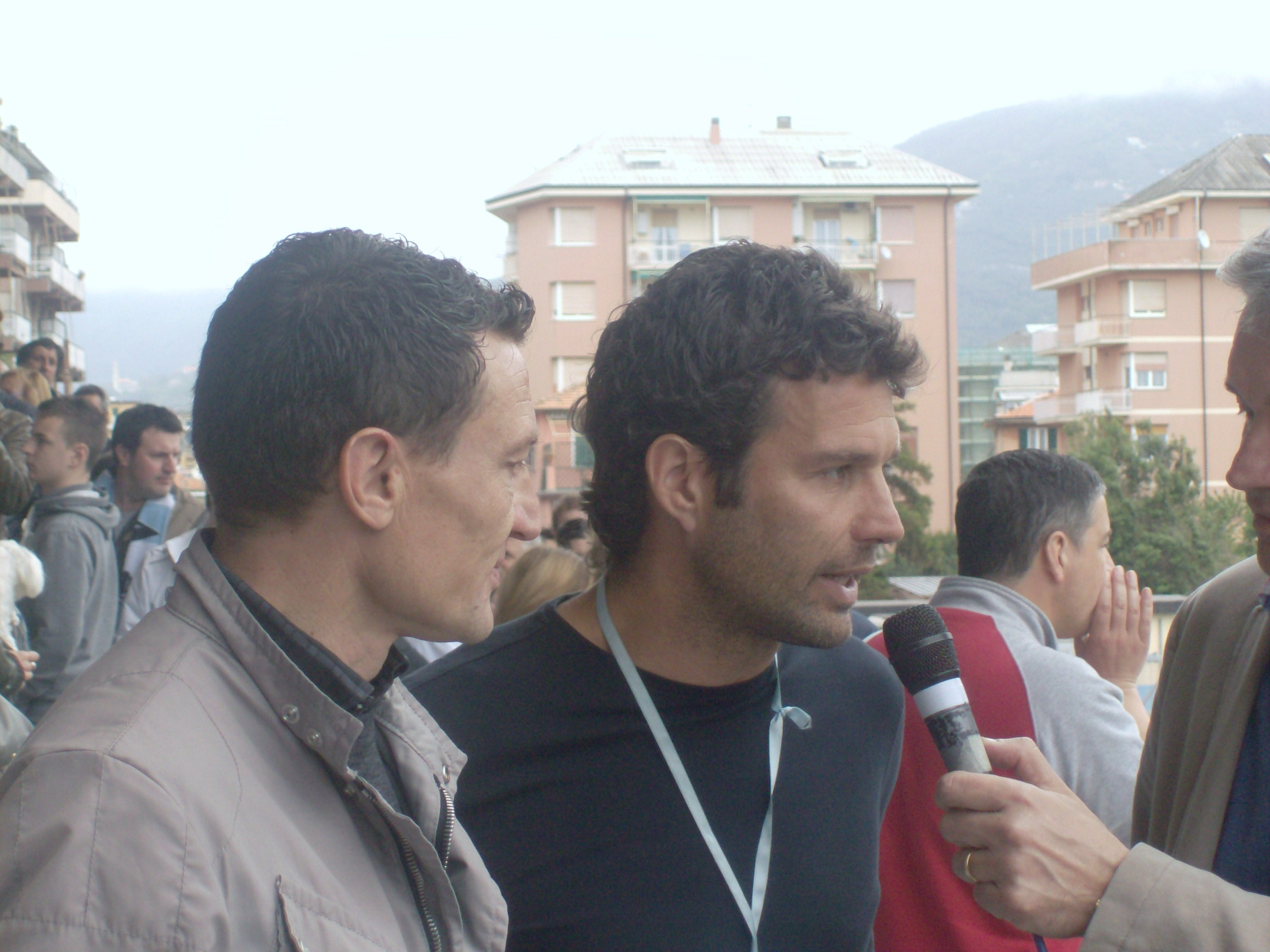
Il Direttore sportivo Matteo Superbi con il direttore generale Matteo Matteazzi

- Antonio Gozzi - Presidente
- Orazio Dell’Aversana - Vicepresidente esecutivo
- Walter Alvisi - Vicepresidente
- Salvatore Fiumanò - Vicepresidente e Responsabile l Supporter Liaison Officer
- Matteo Matteazzi - Direttore generale
- Matteo Superbi - Direttore sportivo
- Daniele Rosso - Responsabile area tecnica e scouting
- Manuel Montali - Responsabile settore giovanile
- Giorgio Firpo - Responsabile sanitario

### Sponsor
- 1914-1978 non presente
- 1978-2001 ...
- 2002-2003 Erreà[169]
- 2003-2008 Macron[170]
- 2008-2009 Sportika[171]
- 2009-2014 Erreà[114]
- 2014-2018 Acerbis[172]
- 2018- Adidas[173]

### Impegno nel sociale
La Virtus Entella avviò nel 2013 un accordo di collaborazione con l'Istituto Giannina Gaslini di Genova, finalizzato all'organizzazione di raccolte fondi ed attività di sensibilizzazione culturale, seguito nel 2015 da un'analoga iniziativa nei confronti di Anffas Onlus.
Dal 2016 le attività benefiche e sociali patrocinate dalla squadra sono deputate all'associazione L'Entella nel cuore presieduta da Sabina Croce, medico e moglie del presidente della Virtus Entella Antonio Gozzi. Tra i beneficiari delle raccolte fondi vi sono stati il Fondo Chiara Rama, realtà connesse all'Istituto Giannina Gaslini, l'Azienda sanitaria locale 4 di Genova ed il Comitato Assistenza Malati Tigullio. L'associazione - che si occupa anche della formazione culturale ed educativa dei giocatori del settore giovanile ospitati presso il centro "Benedetto Acquarone" dell'Opera Diocesana Villaggio del ragazzo - ha inoltre creato nel 2017 l'iniziativa Chiavari in rete, veicolo di comunicazione tra le realtà associative di Chiavari e del suo territorio.
Nel 2018 la Virtus Entella promosse direttamente una raccolta fondi in favore delle famiglie sfollate a seguito del crollo del ponte Morandi e fece lo stesso nel 2020 al riguardo di un'iniziativa volta ad incentivare la pratica della donazione del sangue; nel 2022 la società appose sui pantaloncini della divisa il logo dell'Istituto Giannina Gaslini.

### Settore giovanile
Il settore giovanile biancoceleste vinse i suoi primi titoli negli anni 1950, quando ottenne per due stagioni consecutive la vittoria della fase regionale del Campionato Ragazzi, subendo la successiva eliminazione al primo turno delle finali interregionali in entrambe le occasioni. Tra i giocatori di quelle formazioni vi era Giorgio Piazza, attualmente secondo giocatore nella classifica di presenze del club e vincitore - tra il 1953 e il 1965 - di quattro campionati con la prima squadra dell'Entella: la Promozione Liguria nel 1956, la Seconda Categoria del Campionato Interregionale nel 1958 e la Serie D nel 1960 e nel 1964.
Nel 1989 il settore giovanile si scisse, assumendo la denominazione Associazione Calcio Entella Settore Giovanile e Scolastico e proseguendo la collaborazione con la prima squadra, ad eccezione della stagione 1992-1993 in cui iscrisse una propria compagine in Terza Categoria. Negli anni 1990 crebbero nelle giovanili entelliane i due calciatori locali Simone Basso e Silvano Raggio Garibaldi, entrambi giunti in carriera a disputare stagioni da titolari in Serie B. In seguito alla mancata iscrizione della prima squadra al campionato, avvenuta nel 2001, il settore giovanile proseguì la sua attività e partecipò alla rinascita societaria l'anno successivo, stringendo un accordo la nuova realtà Valle Sturla Entella. Dal 2003 la società "maggiore" ebbe un proprio settore giovanile, indipendente da quello distaccatosi al termine degli anni 1980, fino al ritorno alla collaborazione tra le due realtà, avvenuto nel 2007.
Negli anni 2010 il settore giovanile vide transitare giocatori quali i fratelli Francesco e Giuseppe Zampano, Cheick Keita, Dany Mota e Nicolò Zaniolo, quest'ultimo arrivato successivamente a vestire la maglia della Nazionale maggiore. Allo stesso periodo risalgono i successi raggiunti in ambito nazionale: il Campionato Juniores Nazionali nel 2010 e il Campionato nazionale Dante Berretti nel 2011 e nel 2019, nella seconda occasione seguito dalla conquista della Supercoppa Dante Berretti. A livello di Campionato Primavera il miglior risultato assoluto fu il raggiungimento della Final Eight nel 2016, anno in cui la Virtus Entella raggiunse anche i quarti di finale al Torneo di Viareggio, oltre alla finale di Coppa Italia Primavera disputata nel 2017. Nel 2022 la formazione Under-16 ottenne l'affermazione nel Campionato Under-16 Serie C.
Ad ottobre 2020 il settore giovanile della Virtus Entella, denominato Entella Academy e costituito con la società affiliata Associazione Calcio Dilettantistica Entella Settore Giovanile e Scolastico, è composto da nove squadre maschili e quattro leve femminili.
La società ha inoltre stipulato accordi di affiliazione con l'Unione Sportiva Dilettantistica Calcio Caperanese Entella e l'Associazione Sportiva Dilettantistica Academy Tigullio, arrivando a costituire il più grande vivaio della Liguria e coinvolgendo ulteriori realtà nell'ambito del progetto Entella Partners.

## Diffusione nella cultura di massa
All'Entella sono state dedicate quattro opere letterarie incentrate sulla storia della squadra: Entella 50 nel 1964, il fumetto Quei colori biancocelesti nel 2013, 100 anni biancocelesti di Carlo Fontanelli nel 2014 e 110 anni di emozioni del 2024, scritto da Marco, figlio dello stesso autore . Sempre di taglio storico ma riferito ad un singolo decennio è il libro Anche a Chiavari si può del 2017, mentre è dedicato alla frequentazione della tifoseria organizzata della squadra un capitolo dell'opera di narrativa Lo psiconauta del 2013. Nel 1989 il giornalista sportivo Giorgio Sivori completò inoltre la redazione di un resoconto delle stagioni dei biancocelesti dal 1964 al 1989, ma il suo manoscritto non venne mai pubblicato.
Il documentario cinematografico Mi chiamo Entella e ho cent'anni, premiato dalla FICTS nell'edizione 2014 della Sport Movies & TV – Milano International FICTS Fest, è dedicato alla storia societaria ed alla stagione 2013-2014, durante la quale il sodalizio ha festeggiato il centesimo anno di vita.
Tra le opere musicali connesse alla squadra, l'artista Raimondo Veronese ha pubblicato nel 1985 il 45 giri Se Chiavari non fosse così/Inno all'Entella che riportava sul lato B la canzone adottata come inno ufficiale della società fino al 2009. Nel 2012 lo stesso autore realizzò una nuova versione della canzone. Risale invece al 2015 la canzone Entella, scritta dal cantante argentino Pablo Banchero.
Il radicamento dell'Entella sul territorio esula dai confini della città di Chiavari, coinvolgendo l'intero Tigullio ed in parte la città di Genova. Questo fenomeno, acuitosi con la ribalta nazionale acquisita dall'Entella nel 2014 in seguito alla prima partecipazione alla Serie B, riguarda anche l'organizzazione di iniziative benefiche ed il coinvolgimento di numerosi sponsor locali: il ruolo della squadra come volano per l'economia del territorio è stato riconosciuto dalle autorità comunali e dalle associazioni imprenditoriali.

## Allenatori e presidenti

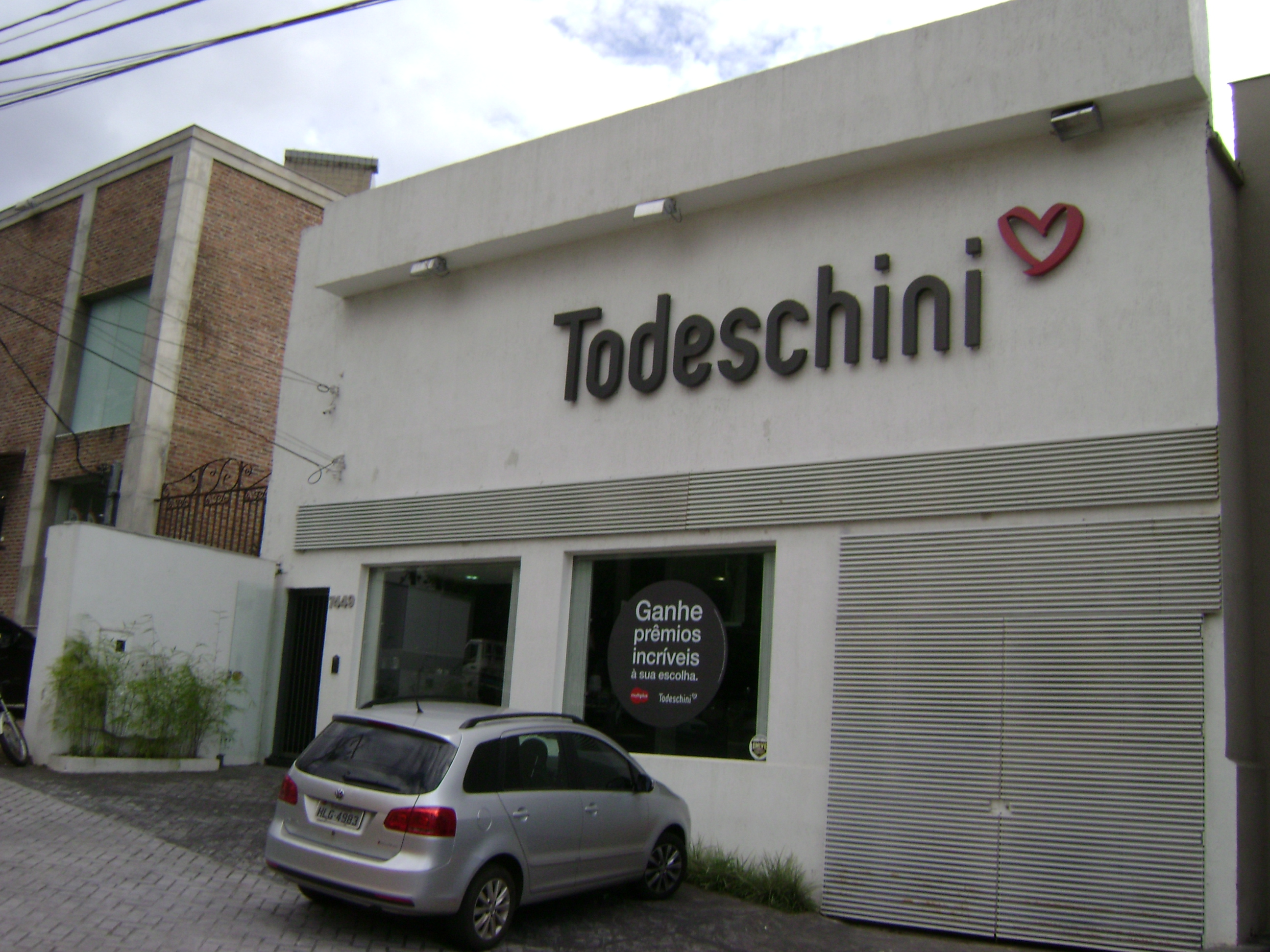
Paolo Todeschini, per tre stagioni sulla panchina biancoceleste in Serie C.

Gli allenatori susseguitisi sulla panchina della squadra sono 86. Il primo allenatore professionista dell'Entella fu Ferenc Molnár, ingaggiato unicamente per le finali della Terza Divisione 1923-1924. Negli anni 1930 Giolitto Sanguineti si rese protagonista della più lunga permanenza ininterrotta sulla panchina della squadra, dalla stagione 1929-1930 al termine della stagione 1933-1934, mentre nel successivo periodo in Serie C allenò l'Entella anche Imre Payer.
Negli anni 1960, nuovamente in Serie C, allenarono l'Entella tra gli altri Manlio Bacigalupo, Mario Genta e Paolo Todeschini; in Serie C2 negli anni 1980 fu la volta di Gian Piero Ventura e Bruno Baveni. Negli anni 2010 Luca Prina fu il mister protagonista dell'ascesa in Serie B, categoria in cui i record di presenze (78) e vittorie (24) spettano ad Alfredo Aglietti.

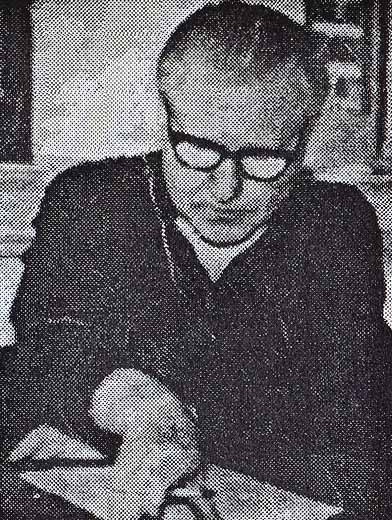
Antonio Solari, alla guida della società per dodici stagioni.

La società ha avuto 38 presidenti. Francesco Leonardi fu il primo presidente dell'Entella in un campionato ufficiale, nel 1920. Negli anni 1930 in Serie C assunse la guida della squadra per quattro stagioni Giovanni Vittorio Marcone, mentre tra il 1951 e il 1972 fu commissario straordinario per 11 stagioni (oltre ad una da presidente) Antonio Solari.
Negli anni 1980 Sergio Barbieri condusse il sodalizio al ritorno tra i professionisti, grazie anche all'alternanza con Vittorio Chiesa. Dal 2007 il presidente dell'Entella è Antonio Gozzi, sotto la cui gestione la squadra è passata dall'Eccellenza alla Serie B, vincendo per due volte il campionato di terza serie.

## Calciatori

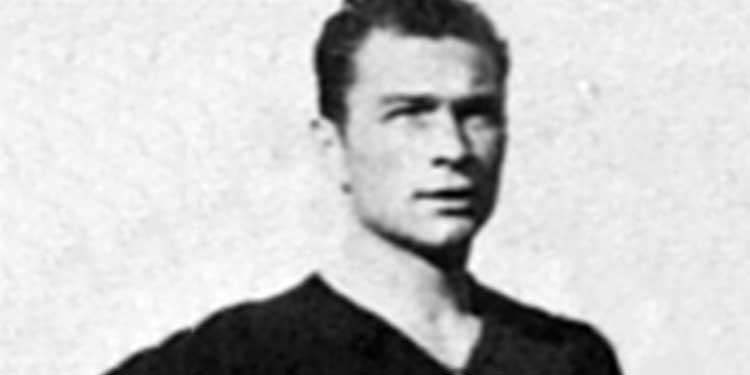
Mario Genta, Campione del mondo nel 1938, giocò in seguito per una stagione con l'Entella.

Tra i calciatori di rilievo nella storia del club figurano Enrico Sannazzari, che fu uno dei fondatori, il primatista di reti segnate Beppino Gatti, il già Campione del mondo Mario Genta, il primatista di presenze Ermes Nadalin, il giocatore-simbolo Andrea Paroni e il primatista di presenze in Serie B Michele Pellizzer.

### Hall of fame
Nel 2016 la società ha indicato come facenti parte della Hall of Fame i giocatori che abbiano totalizzato con la squadra almeno 100 presenze in campionato.

### Capitani
L'Entella adottò la figura del capitano fin dalla sua fondazione ed ancor prima di prendere parte a campionati ufficiali: il primo capitano fu uno degli stessi fondatori, Enrico Sannazzari. La fascia è stata indossata successivamente da numerosi calciatori: in Serie C negli anni 1960 si alternarono principalmente Ermes Nadalin e Mario Delle Piane, mentre in occasione dei due maggiori successi ottenuti dalla squadra - Lega Pro Prima Divisione 2013-2014 e Serie C 2018-2019 - il ruolo fu ricoperto rispettivamente da Gennaro Volpe e Luca Nizzetto. Michele Troiano è il giocatore ad avere disputato più stagioni in Serie B come capitano: ha infatti indossato la fascia per tre annate sportive.

### Contributo alle nazionali
Un solo giocatore dell'Entella è sceso in campo con la maglia di una nazionale maggiore durante il periodo di militanza nella società: Naser Aliji, schierato titolare dalla nazionale albanese in un'amichevole contro la Norvegia nel 2018.

## Palmarès

### Competizioni nazionali
- Lega Pro Prima Divisione: 1

2013-2014 (girone A)
- Serie C: 2

2018-2019 (girone A), 2024-2025 (girone B)
- Supercoppa Serie C: 1

2025

### Competizioni interregionali
- Campionato Interregionale: 2

1957-1958 (girone A - Seconda Categoria), 1984-1985 (girone E)
- Serie D: 2

1959-1960 (girone A), 1963-1964 (girone A)

### Competizioni regionali
- Seconda Divisione: 1

1932-1933
- Eccellenza: 3

1996-1997, 1998-1999, 2007-2008
- Coppa Italia Dilettanti Liguria: 1

2000-2001
- Promozione: 1

1955-1956

### Competizioni giovanili
- Supercoppa Dante Berretti: 1

2019
- Campionato nazionale Dante Berretti: 2

2010-2011 (Torneo Lega Pro), 2018-2019 (Torneo Serie C)
- Campionato Juniores Nazionali: 1

2009-2010
- Campionato Under-16 Serie C: 1

2021-2022
- Campionato Ragazzi (fase Liguria): 2

1950-1951, 1951-1952

## Statistiche e record

### Statistiche di squadra

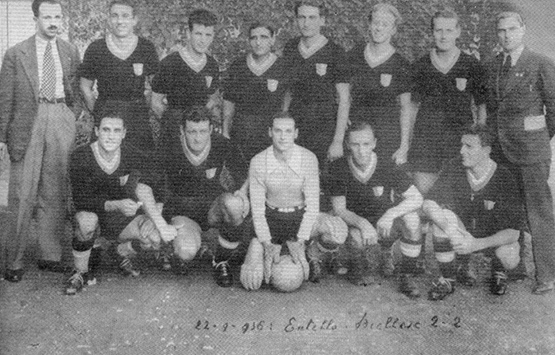
In Coppa Italia 1936-1937 l'Entella ottenne la sua vittoria più larga.

L'esordio dell'Entella è avvenuto il 12 dicembre 1920 nel campionato di Promozione Liguria. Nelle 104 stagioni sportive seguenti la squadra ha preso parte a 69 campionati nazionali, 32 campionati regionali ed è rimasta inattiva per 3 stagioni, di cui 2 a causa della mancata disputa dei campionati per motivi bellici. I campionati disputati sono stati per 7 volte al 2º livello nazionale (di cui 6 Serie B), 29 volte al 3º livello nazionale (di cui 23 Serie C e 2 Lega Pro Prima Divisione), 23 volte al 4º livello nazionale e 10 volte al 5º livello nazionale. Il campionato concluso con il maggior numero di punti (79) fu la Serie C 2022-2023, in cui si verificò anche il record di vittorie (23), alla pari con l'Eccellenza Liguria 2006-2007, stagione quest'ultima che fece inoltre registrare il primato di reti realizzate (65); la Promozione Liguria 1921-1922 fu invece l'unico torneo concluso senza sconfitte ed inoltre quello il minor numero di goal subiti (5). La stagione con meno punti ottenuti (6) fu quella 1925-1926, in cui la squadra totalizzò anche il record negativo di 2 sole vittorie, alla pari con Seconda Divisione 1927-1928, Serie C 1971-1972 e Campionato Interregionale 1988-1989, mentre il maggior numero di sconfitte (23) risale alla Serie B 2020-2021. Il campionato con meno reti realizzate (8) fu la Seconda Divisione 1922-1923, quello con più reti subite (66) la Serie C 1941-1942. La squadra ha vinto il campionato od il girone in cui era inserita 11 volte, ottenendo complessivamente 11 promozioni alla serie superiore, mentre le retrocessioni sono state in totale 14; in più di una occasione sono intervenuti dei ripescaggi che hanno comportato l'annullamento degli effetti di una retrocessione oppure l'ammissione ad una serie superiore senza aver conquistato la promozione alla stessa.
I biancocelesti hanno inoltre preso parte a 60 edizioni di coppe: 46 nazionali – in 18 occasioni si trattò della Coppa Italia – e 14 regionali. La squadra ha raggiunto gli ottavi di finale – o fasi che prevedevano la partecipazione di 16 o meno compagini –  per 13 volte ed in 5 di queste occasioni la finale, vincendo unicamente la fase Liguria di Coppa Italia Dilettanti 2000-2001. I biancocelesti sono inoltre giunti per due volte secondi in Supercoppa di Serie C/Supercoppa di Prima Divisione, competizione che prevede la disputa di un unico turno. Alla Coppa Italia 1936-1937 risale la vittoria con il maggior scarto in assoluto – 9-0 al Derthona nel secondo turno – mentre la sconfitta con il maggior scarto avvenne alla 31ª del Campionato Interregionale 1988-1989: 7-0 in favore del Pinerolo. L'Entella detiene, alla pari con altre squadre, il pareggio con più reti segnate in Serie B, ottenuto per 4-4 nel corso della 20ª giornata di Serie B 2019-2020. Complessivamente, le gare ufficiali disputate dall'Entella sono 3 294, il 72% delle quali in competizioni nazionali.

### Statistiche individuali
Il giocatore con più presenze nella storia dell'Entella è Ermes Nadalin, che disputò 388 partite ufficiali in 14 stagioni con la maglia biancoceleste, la maggior parte delle quali in Serie C negli anni 1960. Il giocatore ad aver realizzato il maggior numero di reti è invece Beppino Gatti, che in partite ufficiali ne mise a segno 104 in 11 stagioni, disputate principalmente negli anni 1930, in Serie C e antesignane. All'inizio della stagione 2023-2024 il giocatore nell'organico dell'Entella con il maggior numero di presenze (276) in partite ufficiali è Andrea Paroni, mentre il giocatore ad aver realizzato più reti (30) in partite ufficiali è Silvio Merkaj.

## Tifoseria
La tifoseria biancoceleste ha stabilizzato la propria media spettatori con il raggiungimento della Serie B avvenuto nel 2014, in seguito ad un trend crescente avviatosi negli anni precedenti. La più alta media stagionale di spettatori nel campionato cadetto si registrò nella Serie B 2016-2017 con 2 252 tifosi a partita: si trattò comunque della media di spettatori più bassa tra le squadre iscritte a quel campionato.
La società è presente sui social network con un totale ad ottobre 2020 di circa ottantamila followers sommando i dati dei profili ufficiali Facebook, Instagram e Twitter. Tra i tifosi della Virtus Entella sono attivi numerosi fan club con sede in Liguria e nelle regioni centro-settentrionali d'Italia ed un gruppo di tifoseria organizzata. I sostenitori della squadra hanno dal termine degli anni 2010 attratto l'attenzione dei media nazionali in occasione di trasferte o particolari iniziative.

### Storia
Rappresentanti di una città ricca già agli albori del XX secolo quando Chiavari fu un importante centro amministrativo ed economico, i tifosi entelliani sono storicamente considerati borghesi e tradizionalisti. In particolare, questa immagine è spesso stata contrapposta ai tifosi del Sestri Levante - contro cui la Virtus Entella disputa il Derby del Tigullio - ritenuti invece rappresentanti della classe operaia, sebbene le differenze sociali siano andate scomparendo nel tempo.
La tifoseria della squadra fu numerosa negli anni 1930 e successivamente anche negli anni 1960 e 1970, quando erano attivi alcuni fan club, mentre risale agli anni 1980 la nascita del primo gruppo di tifoseria organizzata. Al termine del decennio il seguito di tifosi si ridusse sensibilmente, così come avvenne ad inizio anni 2000, in entrambi i casi in seguito a crisi societarie patite dalla compagine. Dopo la rinascita del sodalizio - avvenuta nel 2002 - il primo fan club sorse nel 2006, seguito da numerosi altri principalmente dopo la promozione in Serie B ottenuta nel 2014. La riunione della tifoseria organizzata sotto un'unica denominazione risale al 2015.
Tra le attività svolte dai fan club vi sono la partecipazione a iniziative benefiche, la premiazione di giocatori della squadra e la gestione di blog e pubblicazioni.

### Gemellaggi e rivalità

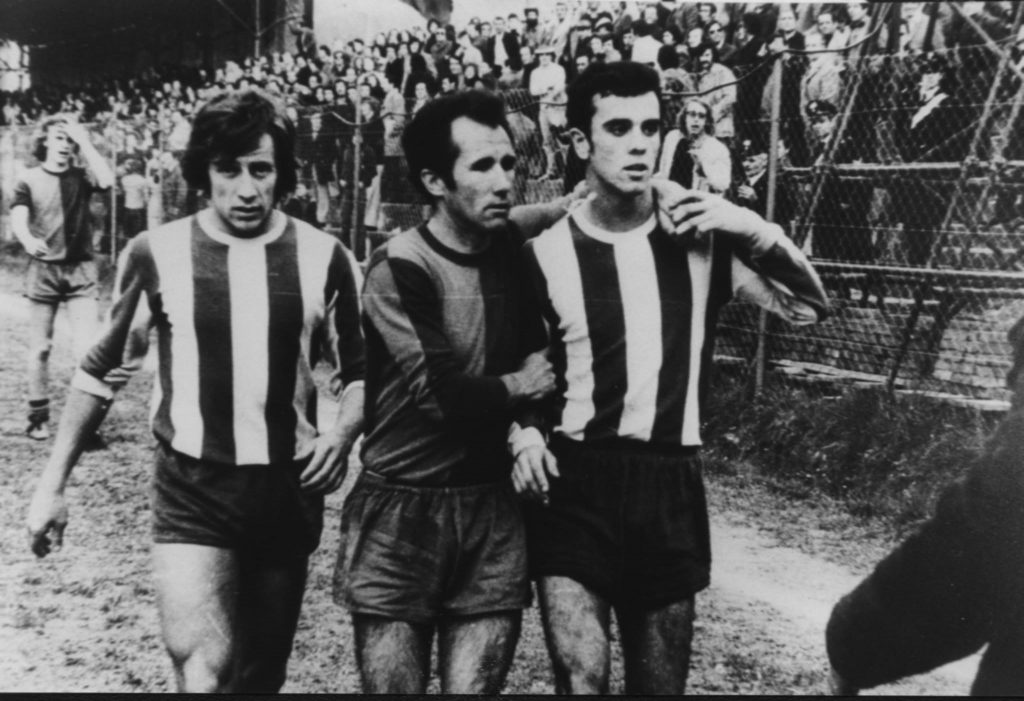
9 marzo 1974: al termine del Derby del Tigullio i calciatori dell'Entella Chiavari Emanuele De Barbieri e Luigi Stagnaro lasciano il campo, quest'ultimo accompagnato da Giovanni Carniglia del.

I tifosi della Virtus Entella sono gemellati con i loro omologhi della Sanremese. A partire dagli anni 1980 nacquero gemellaggi con le tifoserie di Sampdoria, Lucchese, Brescello e Pro Recco di pallanuoto, mentre risalgono agli anni 2010 quelli con i sostenitori di Carpi, Crotone e Grosseto. Vi sono inoltre buoni rapporti con le tifoserie di Albenga, Vado e Perugia.
La rivalità più importante dei tifosi entelliani è quella con i sostenitori del Sestri Levante, antagonista dei biancocelesti nel Derby del Tigullio. Tenutosi 83 volte in campionato dal 1923, l'incontro assunse progressivamente tratti campanilistici che portarono a incidenti nel secondo dopoguerra, fino al periodo di massimo antagonismo - legato anche a motivi ideologici e politici - raggiunto negli anni 1970. Nonostante l'assenza di partite ufficiali che si è protratta dal 2009 al 2023, la rivalità tra le tifoserie continua ad essere rilevante e viene considerata una delle più importanti in Liguria.
Tra le altre tifoserie considerate rivali vi sono quelle rappresentanti i capoluoghi delle province liguri - Imperia, Savona e Spezia - o località del Tigullio quali Lavagnese, Rapallo e Sammargheritese. Sempre di stampo regionale sono gli antichi antagonismi con i tifosi di Molassana Boero e Quarto e quelli recenti con i sostenitori dell'Albissola. I tifosi della Virtus Entella sono inoltre rivali di quelli di due squadre piemontesi - il Casale e la Pro Vercelli.

## Organico

### Rosa 2025-2026
Aggiornata all'8 agosto 2025.
| N. |                   | Ruolo | Calciatore         |
| -- | ----------------- | ----- | ------------------ |
| 1  | Italia (bandiera) | P     | Simone Colombi     |
| 2  | Italia (bandiera) | D     | Luca Palomba       |
| 4  | Italia (bandiera) | C     | Marco Nichetti     |
| 5  | Italia (bandiera) | C     | Iacopo Lipani      |
| 6  | Italia (bandiera) | D     | Andrea Tiritiello  |
| 7  | Italia (bandiera) | C     | Davide Bariti      |
| 8  | Svezia (bandiera) | C     | Nermin Karić       |
| 9  | Italia (bandiera) | A     | Davide Castelli    |
| 10 | Italia (bandiera) | A     | Matteo Casarotto   |
| 11 | Spagna (bandiera) | A     | Bernat Guiu        |
| 15 | Italia (bandiera) | D     | Ivan Marconi       |
| 20 | Italia (bandiera) | A     | Tommaso Fumagalli  |
| 21 | Italia (bandiera) | A     | Flavio Russo       |
| 22 | Italia (bandiera) | P     | Federico Del Frate |

| N. |                     | Ruolo | Calciatore             |
| -- | ------------------- | ----- | ---------------------- |
| 23 | Italia (bandiera)   | D     | Luca Parodi (capitano) |
| 24 | Italia (bandiera)   | C     | Andrea Franzoni        |
| 25 | Italia (bandiera)   | C     | Ernesto Matteazzi      |
| 26 | Italia (bandiera)   | D     | Stefano Di Mario       |
| 27 | Italia (bandiera)   | C     | Marco Dalla Vecchia    |
| 43 | Albania (bandiera)  | C     | Angelo Ndrecka         |
| 50 | Libia (bandiera)    | C     | Ahmad Benali           |
| 55 | Italia (bandiera)   | D     | Umberto Ghio           |
| 77 | Italia (bandiera)   | D     | Antonio Boccadamo      |
| 81 | Italia (bandiera)   | D     | Andrea Bottaro         |
| 90 | Italia (bandiera)   | D     | Denis Portanova        |
| 94 | Italia (bandiera)   | D     | Francesco Mezzoni      |
| 99 | Lituania (bandiera) | P     | Ovidijus Siaulys       |

### Staff tecnico
- Andrea Chiappella - Allenatore
- Raul Bertarelli - Allenatore in seconda
- Michele Russo - Collaboratore tecnico
- Giancarlo Bianchi - Match analyst e Collaboratore tecnico
- Massimiliano Botto - Preparatore atletico
- Sergio Porcu - Allenatore dei portieri
- Igor Graziani - Match analyst